# Mitch Daniels
Mitchell Elias "Mitch" Daniels, Jr. (Monongahela, Pennsylvania, 7 april 1949) is een Amerikaans politicus namens de Republikeinse Partij. Tussen 2005 en 2013 was hij de 49e gouverneur van de staat Indiana.

## Levensloop
Daniels werd in 1967 gehuldigd door president Lyndon Johnson als de best presterende middelbare scholier van de staat Indiana. In 1971 behaalde hij een Bachelor of Arts aan Princeton en in 1979 een Juris Doctor aan Georgetown University. In 1970 bracht hij ook twee nachten in de gevangenis door vanwege het bezit van marihuana. Hij bracht dit zelf naar buiten in 1989 in een column in de Indianapolis Star.
Na de herverkiezingen van Richard Lugar, burgemeester van Indiana, in 1971, kwam Daniels te werken bij zijn staf. Hij volgde hem naar Washington D.C. toen Lugar in 1976 gekozen werd als senator. Tijdens zijn eerste termijn in de Senaat diende hij als zijn stafchef, en later als zijn uitvoerend directeur en campagneleider. In 1985 maakte Daniels een overstap. Hij werd verbindingsman en politiek adviseur voor president Ronald Reagan.
In 1987 keerde Daniels terug naar Indiana en kwam te werken als bestuursvoorzitter voor de Hudson Institute, een conservatieve denktank. In 1990 vertrok hij daar en kwam te werken voor de Eli Lilly and Company. Hij bracht het tot lid van de Raad van Bestuur.
President George W. Bush vroeg Daniels in 2001 als directeur van het Office of Management and Budget. Deze dienst moet toezien op de besteding van het federale budget en de verdeling daarvan. Hij bleef tot juni 2003 in functie. In die periode veranderde de financiële positie van de federale overheid sterk. Van een begrotingsoverschot ontstond er een begrotingstekort. Dit kwam vooral door een belastingverlaging en een economische crisis.
Daniels verliet de regering van Bush om zich verkiesbaar te stellen voor het gouverneurschap van Indiana. Deze stap kwam als verrassing voor het Republikeins partijleiderschap en Daniels was aanvankelijk een outsider bij de verkiezingen. Hij wist de Republikeinse voorverkiezingen echter makkelijk te winnen en versloeg bij de algemene verkiezingen de zittende Democratische gouverneur Joe Kernan.
Op zijn eerste dag als gouverneur richtte Daniels een Office of Management of Budget op dat op zoek moest gaan naar kostenbesparingen en inefficiënt geldgebruik. De financiële situatie van de staat Indiana verbeterde sterk. In 2005 was het begrotingstekort van 600 miljoen in één jaar veranderd in een overschot van 300 miljoen dollar. Ook stelde hij een eenmalige belastingverhoging voor van 1 procent voor alle personen die meer dan honderdduizend dollar per jaar verdienen.
Een van de meest controversiële beslissingen die Daniels nam als gouverneur was de invoering van de zomertijd. Verschillende county's hielden er sinds 1930 hun eigen tijden op na. Sommige hingen de Eastern Standard Time aan, terwijl anderen Central Standard Time volgden. Sommige county's stapten over op de zomertijd en anderen weer niet. Daniels wilde dat alle county's zouden overstappen op Central Standard Time en de zomertijd aanhingen zoals dat ook in de rest van de zone gebeurde. Dit leidde tot een heftig debat, maar uiteindelijk ging de wetgevende vergadering van Indiana akkoord. Intussen geldt in bijna alle county's de Central Standard Time.
Een tweede controversieel plan stond toe dat buitenlandse investeerders 75 jaar lang de Indian Toll Road mochten pachten voor eenmalige betaling van 3.85 miljard dollar. Dit kwam hem op veel kritiek van vooral Democraten te staan, maar uiteindelijk ging ook dit plan door.
Daniels ondertekende in 2007 het Healthy Indiana Plan. Door deze wet ontvingen 132.000 inwoners van de staat een zorgverzekering. Daardoor konden zij preventieve medische onderzoeken ondergaan en een beroep doen op een programma om te stoppen met roken. Het programma werd betaald door een verhoging van de accijns op sigaretten.
In 2008 diende Daniels ook een voorstel in om de onroerendgoedbelasting te verlagen naar twee procent voor huurwoningen en drie procent voor bedrijven. Daarmee heeft Indiana een van de laagste onroerendgoedbelastingen van alle staten. Deze verlaging werd betaald met een verhoging van de btw van 6 naar 7 procent. In 2008 stemden de kiezers ermee in om dit voorstel op te nemen in de grondwet van Indiana.

## Persoonlijk
Daniels is getrouwd met Cheri Herman. Zij gingen in 1993 uit elkaar, maar hertrouwden in 1997. Samen hebben zij vier dochters.
- Gemeinsame Normdatei: 1186015349
- International Standard Name Identifier: 0000 0000 4149 4490
- Library of Congress Control Number: no2001039207
- Nederlandse Thesaurus van Auteursnamen: 338592873
- Virtual International Authority File: 53799327
- WorldCat: E39PBJmP8KcQtkjhyf6G3yVcT3